# Ани Лорак
Каролина Мирославивна Кујек (укр. Кароліна Мирославівна Куєк / рус. Каролина Мирославовна Куек; Кицман, 27. септембар 1978), професионално знана као Ани Лорак, украјинска је певачица, представница Украјине на Песми Евровизије 2008. у Београду.

## Песма Евровизије

### 2005.
2005. године, Ани Лорак по први пут наступила је на украјинском избору за представника на Песми Евровизије. Било је готово сигурно да ће она представљати земљу домаћина у Кијеву, међутим, победила је група Грин Џоли, са песмом „Разом нас бахато, нас не подолати“. Ани и њена песма "A Little Shot Of Love" завршили су на другом месту.

### 2008.
2008. године, коначно је изабрана за представницу Украјине на Песми Евровизије 2008. у Београду. Своју песму, "Shady Lady", први пут је извела у полуфиналу 22. маја и успела је да се пласира у финале.
Међутим, она није изабрана на класичном избору. Одлучено је да ће Ани представљати Украјину, а бирано је коју од пет понуђених песама ће певати. 23. фебруара Ани је певала пет могућих песама, а публика и жири су изабрали песму "Shady Lady", коју је написао познати руски музичар Филип Киркоров.
Такође је снимила руску верзију песме "Shady Lady", која се зове „С неба в небо“. Посетила је разне европске земље ради представљања песме, као што су Малта, Русија, Бугарска, Шпанија и Немачка. Њену хаљину је дизајнирао италијански креатор Роберто Кавали, а у креирању је употребио Сваровски дијаманте.

## Пословни успеси
Године 2005. Ани Лорак и њен вереник Мурат отворили су Angel Lounge, ресторан специјализован за медитеранску кухињу у центру Кијева.
Лорак је 2011. проглашена за пету најбогатију певачицу у Украјини, са приходима њеног тима од 2,35 милиона долара те године. Њен типичан хонорар је 25.000-40.000 долара по концерту.

## Лични живот
Лорак се 21. августа 2009. удала за свог дугогодишњег турског вереника и менаџера Мурата Налчаџиоглуа, кога је упознала 2003. на одмору у Турској. Мурат је менаџер хотела и туристички агент. Лорак је потврдила трудноћу крајем новембра 2010. Њихова ћерка Софија је рођена 9. јуна 2011. године. Она и њена породица живели су у кући на периферији Кијева, у Украјини, али су често путовали у Турску. Брак пара је званично поништен у јануару 2019.

## Дискографија

### Албуми
- 2013:
- 2009:
- 2008:
- 2007:
- 2006:
- 2005:
- 2004:
- 2003:
- 2001:
- 2000:
- 1999:
- 1998:
- 1996:

### Синглови
- 2005: ""
- 2005: ""
- 2005: ""
- 2005: ""
- 2006: "Розкажи"
- 2007: ""
- 2007: ""
- 2007: ""
- 2008: "Shady Lady"
- 2009: ""
- 2009: ""
- 2010: ""
- 2010: ""
- 2011: "Спроси"
- 2012: "Обними меня"